# Irene Guerrero
Irene Guerrero Sanmartín (Siviglia, 12 dicembre 1996) è una calciatrice spagnola, centrocampista dell'América e della nazionale spagnola.

## Carriera
Guerrero è cresciuta con la famiglia a Siviglia, nel quartiere di Las Almenas, appassionandosi al calcio fin dalla tenerissima età. Dopo essere stata scoperta da Rafa Gordillo ha iniziato a giocare all'età di 5 anni, inizialmente affiancandolo con altre discipline sportive. In seguito ha giocato con Híspalis, Azahar e Siviglia, avendo sempre avuto il sostegno dei suoi genitori, entrambi in sedia a rotelle, la cui storia di superamento delle difficoltà è stata ripresa nel programma televisivo El Día Después dedicato al calcio spagnolo.

### Club
Nel 2012 entra a far parte della neoistituita squadra femminile del Betis, di cui era tifosa, che a quel tempo militava in Segunda División. Alla sua terza stagione contribuisce a raggiungere con la sua squadra gli spareggi per la promozione, tuttavia benché fosse riuscita a strappare il pareggio per 3-3 in Andalusia deve cedere la promozione al Granadilla Tenerife per l'iniziale  sconfitta per 3-1 alle Canarie.
Per la promozione deve comunque aspettare solo una stagione in più, con il Real Betis, del quale Guerrero, 30 gol in 111 partite, era capitano all'età di 19 anni, che conclude al 1º posto il gruppo IV per poi, nei play off, battere in semifinale il Femarguín assicurandosi il passaggio in Primera División con il Tacuense.
Nella sua prima stagione nella massima serie (2016-2017), il tecnico María Pry la schiera da titolare con regolarità in campionato, con la squadra che riesce a mantenersi lontana dalla zona retrocessione classificandosi undicesima a fine torneo. In quell'occasione Guerrero è stata l'unica giocatrice dell'intera squadra a giocare in tutte le 30 partite, segnando 3 reti.
Nella stagione successiva la squadra riuscì a incrementare la sua competitività, terminando il campionato al sesto posto, il che le permise di partecipare alla Coppa della Regina, dove però venne subito eliminata ai quarti di finale dal Granadilla Tenerife, vincitore di entrambi gli incontri di andata e ritorno. Guerrero conferma la sua buona annata venendo selezionata sia per la formazione ideale (Best XI) del campionato  che per la Once de oro (Golden XI) de Fútbol Draft.
Nella stagione 2018-2019 ha ripetuto il successo in campionato con un altro sesto posto, mentre in Coppa della Regina la squadra viene fermata agli ottavi di finale dall'Atlético Madrid. In quella stagione ha giocato tutte le partite, ha segnato un gol e fornito cinque assist, il che ha portato alla convocazione nella nazionale spagnola all'inizio della stagione e al suo debutto con La roja del ct Jorge Vilda ad aprile. Alla fine del campionato è stata nominata nel Best XI della Primera División Femenina.
Nella stagione 2019-2020 il tecnico María Pry si trasferisce al Levante e la squadra non riesce a ripetere i buoni risultati precedenti e scende al 12º posto in campionato, raggiungendo i quarti di finale della Coppa della Regina. Quell'anno riceve il Premio Evolution al III Gala DEX Awards. Alla fine della stagione decide di cercare nuove sfide dopo 8 anni nel club e più di 100 partite in Primera División.
Il 10 giugno del 2022, Guerrero passa a titolo definitivo all'Atlético Madrid, sempre nella massima serie spagnola.
Il 14 settembre 2023, viene ceduta a titolo definitivo al Manchester United, nella Women's Super League inglese.

### Nazionale
Nel 2023 viene convocata per il vittorioso mondiale disputato in Australia e Nuova Zelanda, manifestazione vinta dalle iberiche 1-0 sull'Inghilterra.

## Statistiche

### Presenze e reti nei club
Statistiche aggiornate al 26 maggio 2024.
| Stagione        | Squadra           | Campionato      | Campionato | Campionato | Coppe nazionali | Coppe nazionali | Coppe nazionali | Coppe continentali | Coppe continentali | Coppe continentali | Altre coppe | Altre coppe | Altre coppe | Totale | Totale |
| Stagione        | Squadra           | Comp            | Pres       | Reti       | Comp            | Pres            | Reti            | Comp               | Pres               | Reti               | Comp        | Pres        | Reti        | Pres   | Reti   |
| --------------- | ----------------- | --------------- | ---------- | ---------- | --------------- | --------------- | --------------- | ------------------ | ------------------ | ------------------ | ----------- | ----------- | ----------- | ------ | ------ |
| 2012-2013       | Betis             | SD              | ?          | ?          | -               | -               | -               | -                  | -                  | -                  | -           | -           | -           | ?      | ?      |
| 2013-2014       | Betis             | SD              | ?          | ?          | -               | -               | -               | -                  | -                  | -                  | -           | -           | -           | ?      | ?      |
| 2014-2015       | Betis             | SD              | ?          | ?          | -               | -               | -               | -                  | -                  | -                  | -           | -           | -           | ?      | ?      |
| 2015-2016       | Betis             | SD              | ?          | ?          | -               | -               | -               | -                  | -                  | -                  | -           | -           | -           | ?      | ?      |
| 2016-2017       | Betis             | PD              | 30         | 3          | -               | -               | -               | -                  | -                  | -                  | -           | -           | -           | 30     | 3      |
| 2017-2018       | Betis             | PD              | 30         | 2          | CS              | 2               | 0               | -                  | -                  | -                  | -           | -           | -           | 32     | 2      |
| 2018-2019       | Betis             | PD              | 29         | 1          | CS              | 1               | 0               | -                  | -                  | -                  | -           | -           | -           | 30     | 1      |
| 2019-2020       | Betis             | PD              | 17         | 0          | CS              | 1               | 0               | -                  | -                  | -                  | -           | -           | -           | 18     | 0      |
| Totale Betis    | Totale Betis      | Totale Betis    | 106+       | 6+         | -               | 4               | 0               | -                  | -                  | -                  | -           | -           | -           | 110+   | 6+     |
| 2020-2021       | Levante           | PD              | 19         | 3          | CS              | 1               | 0               | -                  | -                  | -                  | SS          | 2           | 0           | 9      | 0      |
| 2021-2022       | Levante           | PD              | 27         | 1          | CS              | 2               | 0               | UWCL               | 4                  | 0                  | SS          | 1           | 0           | 23     | 0      |
| Totale Levante  | Totale Levante    | Totale Levante  | 46         | 4          | -               | 3               | 0               | -                  | 4                  | 0                  | -           | 3           | 0           | 56     | 4      |
| 2022-2023       | Atlético Madrid   | PD              | 23         | 0          | CS              | 3               | 0               | -                  | -                  | -                  | -           | -           | -           | 26     | 0      |
| 2023-2024       | Manchester United | WSL             | 26         | 0          | CI              | 3               | 0               | UWCL               | 0                  | 0                  | CL          | 1           | 0           | 30     | 0      |
| 2024-2025       | América           | LMX             | -          | -          | SC              | -               | -               | -                  | -                  | -                  | -           | -           | -           | -      | -      |
| Totale carriera | Totale carriera   | Totale carriera | 201+       | 10+        | -               | 13              | 0               | -                  | 4                  | 0                  | -           | 4           | 0           | 222+   | 10+    |

## Palmarès

### Club
- Coppa della Regina: 1

Atlético Madrid: 2022-2023
- Women's FA Cup: 1

Manchester United: 2023-2024

### Nazionale
- Campionato mondiale: 1

2023